# Софтвер слободног и отвореног кода
Слободни и софтвер отвореног изворног кода (ССОИК) је рачунарски софтвер који се може посматрати и као слободан софтвер и софтвер отвореног изворног кода. То значи да је сваком дозвољено да бесплатно користи, копира, учи, и мења софтвер у било ком погледу, и да је изворни код отворен тако да су се многи охрабрили да учествују у дизајнирању софтвера. Ово представља супротност власничком софтверу, где је софтвер заштићен ауторским правом а изворни код је сакривен од корисника.
Повластице коришћења оваквог софтвера се огледају у јефтинијој цени, растућој заштити и стабилности (посебно се односи на Малвер), чувајћи приватност, и дајући корисницима већи степен контроле над њиховим хардверима. Бесплатни, и оперативни систем отвореног типа као што је Линукс, као и прве верзије BSD-а се широко користе данас, уз помоћ неколико милиона сервера, рачунара, паметних телефона (као на пример Андроид), и осталих уређаја. Бесплатне софтверске лиценце и лиценце отвореног изворног кода се користе у многим софтверским пакетима.

## Историја
У 1950-им, 1960-им, и 1970-им, често се дешавало да корисници компијутера имају изворни код за све програме које користе, као и дозволу и могућност да га мењају за њихову сопствену употребу. Софтвер, укључујући изворни код, је углавном подељен од стране програмера који користе компијутере. Већина компанија се базира на продаји хардвера, и прављењу или побољшавању бесплатних софтвера. Организација корисника и снабдевача је оформљена да побољша размену софтвера, на пример, ШЕР (SHARE) и ДЕКУС (DECUS).
До касних 1960-их, преовладавао је пословни модел око мењања софтвера. Растућа и све већа софтверска индустрија се такмичила са хардверском мануфактуром која је била пуна софтверских производа;  често се финансирање развијања софтвера вршило од прихода хардвер индустрије, али нове компаније су продавале софтвере директно. Издате машине су захтевале софтверску подршку док производња истих није добијала никакву накнаду, па су неке муштерије биле у стању да јефтиније задовоље своје потребе не плаћајући софтвер, већ само хардвер. У случају САД, против IBMа је 17. јануара 1969. године, поднета пријава да је побољшани софтвер по закону против конкуренције. Док су неки софтвери могли увек бити слободни, ипак је у то време дошло до пораста софтвера који су могли само да се купе. У 1970-им и раним 1980-им, неки делови софтверске индустрије су почели да користе техничка мерења (као што је дистрибуирање бинарних копија рачунарских програма) да заштите кориснике компијутера од могућности коришћења обрнутих инжењерских техника за учење и мењање софтвера које су платили. У 1980-им, закон о ауторским правима у САД-у је обухватио и рачунарске програме-пре тога, компијутерски програми су могли подразумевати идеје, процедуре, методе, системе, и процесе, који нису заштићени.
У 1983.ој години, Ричард Столман, дуготрајни члан хакер заједнице на ЕМ-АЈ-ТИ-јевој лабораторији вештачке интелигенције, је најавио ГНУ порјекат, говорећи да је постао фрустриран ефектима промене културе компијутерске индустрије и њихових корисника. Развој софтвера за ГНУ оперативни систем је почео у Јануару 1984. године, док је фондација слободног софтвера основана (ФСС) у октобру 1985. године. Чланак који истиче пројекат и његове идеје је објављен у Марту 1985. године и називао се ГНУ Манифесто. Манифесто истиче јасно објашњење ГНУ филозофије, дефиницију бесплатног софтвера и "копилефт" идеја.
Језгро Линукса, започето од стране Линуса Торвалдса, је било објављено као бесплатни изворни код са опцијом његовог мењања 1991. године. У почетку, Линукс није био лиценциран као слободан и софтвер отворено изворног кода. Међутим, упоредо са верзијом 0.12 која је изашла у Фебруару 1992. године, Линукс је поново лиценциран под ГНУ општом јавном лиценцом. Слично као Јуникс, Торвалдово језгро је привукло пажњу програмера добровољаца.
FreeBSD и NetBSD (оба изведена из 386BSD) су објављени као слободни софтвери када је УСЛ-ова парница према BSDi измирена на суду 1993. OpenBSD форка из НетБСД 1995. године. Такође у 1995. години, Апач HTTP сервер, познат као Апач, је објављен под Апач лиценцом 1.0.
У 1997. години, Ерик Рејмонд објављује дело Катедрала и Базар, које се односи на анализу хакерске заједнице и принципа слободног софтвера. Дело је изазвало значајну пажњу почетком 1998. године, и био је један од фактора у мотивисању мрежне комуникационе фирме да објаве њихов мрежни комуникатор за интернет као слободни софтвер. Овај код је данас познат као Мозила Фајерфокс и Мозила Тандербирд.
 Мрежни акт је изазвао да Рејмонд и остали поразмисле како да донесу фондацији идеје слободнох софтвера и да спознају бенефите комерцијалне софтверске индустрије. Они су закључили да социјални активизам бесплатне софрверске фондације није привлачан компанијама као што је Нетскејп, и да треба тражити начин за побољшање управљања слободног софтвера да би се нагласио пословни потенцијал дељења и колаборације софтверског изворног кода. Ново име које су изабрали је било "Отворени извор (Опен сорс)", и убрзо су се Брус Перенс, објављивач Тим О'Рели, Линус Торвалдс, и други прикључили поновном рекламирању. Иницијатива опен сорса је покренута у Фебруару 1998. године да би се побољшало коришћење новог израза и да би се прихватили принципи опен сорса.
Док је иницијатива отвореног извора била да се охрабри коришћење новог термина и да се промене принципи на којим се заснива, комерционални произвођачи софтвера су угрозили сами себе концептом слободног коришћења софтвера и универзалним приступом изворном коду. Мајкрософт је јавно изјаво 2001. године да је
"код отвореног типа уништавања интелектуалне својине. Не могу да замислим нешто што би могло да буде горе од овога за бизнис у области софтвера и за бизнис који се базира на интелектуалној својини". Овај поглед савршено сажима иницијални одговор ССОИК-у од стране софтверских корпорација. Међутим, док је ССОИК играо веома важну улогу изван главних токова приватног софтверског развоја, компаније које су велике као нпр. Мајкрософт, почеле су да развијају званични опен-сорс на интернету. IBM, Оракл, Гугл и Стејт Фарм су само неки од компанија са озбиљном јавном улогом на данашњем конкурентном опен-сорс тржишту. Дошло је до значајне промене у филозофији корпорација у погледу развоја слободног и софтвера отвореног изворног кода (ССОИК).

## Контроверза
Док су ауторска права примарни легални начин који аутори користе да осигурају сагласност за своје софтвере, други механизми као што су законодавство, изуми, брендови имају проблеме као и увек. Као одовор на правна питања о изумима и ДМЦА, бесплатна софтверска фондација је објавила верзију 3 ГНУ-ове јавне лиценце 2007. године, која експлицитно представља одговор ДМЦА и ауторским правима.
Након развоја ГНУ ГПЛv3, бесплатна софтверска фондација (као носиоца ауторског права многих ГНУ система) је ажурирала многе ГНУ програме лиценциране од ГПЛv2 до ГПЛv3. Епл, корисници ГЦЦ-а и професионални корисници ДРМ-a и изума, заменили су комајлер у свој Икс-код ИДЕ из ГЦЦ-a у Кланг, што је још један ССОИК компајлерали је под попустљивом лиценцом. ЛВН је мислио да је Епл делом желео да укине ГПЛv3. Самба пројекат је такође укључен у ГПЛv3, које је је Епл заменио у његовим софтверским пакетима са затвореним извором и заштићеном софтверском алтернативом.
Спајање је имало велики утицај на софтвер отвореног изворног кода. Сан Мајкросистемс (Сан) који је направио МајСкил AБ (МySQL AB), власник је популарне опен сорс MySQL базе података, у 2008. години.
Оракл је заузврат купио Сан у јануару 2010. године, стицајући ауторско право, изуме и робне марке. Тако је Оракл посато власник обе најпоуларније власничке базе података и најпопуларније опен сорс базе података. Ораклови покушаваји да комерцијализују опен сорс МајСкил базу података, изазвали су бригу у ССОИК заједници. Делом, као одговор на неизвесност око будућности МајСкила, ССОИК заједница је одвојила пројекат од Оракла у нови систем базе података. Ово укључује Мариу ДБ, Перкону и Дризле. Сви они имају различите називе; такође представљају различите пројекте и не могу се користити као робна марка МајСкил-a.
У августу 2010. године, Оракл је тужио Гугл, тврдећи да Гугл користи њихове изуме Јаве у Андроидима што је повредило Ораклова ауторска права и изуме. Овај случај је завршен у Мају 2012. године, коначном одлуком да Гугл није повредио Ораклова ауторска права и изуме, а суд је још пресудио и да Јава АПИ која је коришћена од стране Гугла није била легитимна. Порота је рекла да је Гугл користио мали број копираних фајлова, али је утврдила и да Гугл не мора да плаћа одштету. Оракл је апеловао Федералном суду, док је Гугл подигао против тужбу на дословном копирању захтева.

## Именовање

### Слободни софтвер
Ричард Сталманова дефиниција слободног софтвера усвојена од стране слободне софтверске фондације (БСФ), дефинише слободни софтвер као ствар слободе, а не цене. Најраније објављена дефиниција његове идеје бесплатног софтвера је била у фебруару 1986. године, а то је била сада већ обустављена производња билтен. Канонски изворни код документа представља филозофију вебсајта ГНУ Пројеката. Од Априла 2008. године, објављен је у 39 различитих језика.

### Отворени извор
Дефиниција отвореног извора се користи од стране иницијативе отвореног извора да би се утвдило да ли  је софтверска лиценца валидна за организацију ознака за софтвер отвореног изворног кода. Дефиниција је базирана на смерницама Дебијан слободног софтвера, написаног и прилагођеног од стране Брус Перенса.  Перенс није себе ограничавао током писања на четири степена слободе слободног софтвера из фондације слободног софтвера, који су тек касније били доступни на интернету. Перенс је касније изјавио да је осећао да је Ерик Рејмондова промоција изворног кода неправедно ставила у други план покушаје и напоре фондације слободног софтвера и у том говору је поново дао подршку слободном софтверу.

### ССОИК
Прво јавно коришћење фразе слободни и софтвер отвореног изворног кода  на Усенету је било 18. марта 1998. године, само месец дана након што је сам израз отворени извор кода осмишљен. У фебруару 2002. године, ССОИК се појавио на Усентовој новој групи подређеној Амига видео играма. У почетку 2002. године, МИТРЕ је користио термин ССОИК-a у којем ће касније (2003. године) бити њихов извештај "Коришћење слободног и софтвера отвореног изворног кода (ССОИК) у министарству одбране САД-a ".

### ФЛОСС
Акроним ФЛОСС је осмишљен 2001. године од стране Ришаб Ајер Гоша за слободни/бесплатни/софтвер отвореног изворног кода. Касније у тој години, Европска комисија (ЕК) је користила ту фразу када је финансирала студије.
За разлику од бесплатног софтвера, који има циљ да разреши проблем двосмислености, циљ ССОИК-a је да доведе две стране које разговарају до дебате да ли је боље рећи "слободни софтвер" или "сотвер отвореног изворног кода".
Заговорници овог израза истичу да делови ФЛОСС акронима могу бити преведени на друге језике, са, на пример, F које представља free (бесплатно) на Енглеском, frei (слободно) на Немачком, libre (бесплатно) на Шпанском или Француском, livre (бесплатно) на Португалском, libero (бесплатно) на Италијанском или liber (бесплатно) на Румунском итд. Међутим, овај израз се не користи често у званичним, неенглеским документима, због тога што у нпр. наведеним језицима реч слободно као слобода нема проблем двосмислености као реч "free" у Енглеском језику.
На крају 2004. године, ФЛОСС акроним се користио у званичним Енглеским документима издатим у Јужној Африци, Шпанији, и Бразилу.

## Лиценца: копилефт или блага
Лиценце које ограничавају мешање радова лиценциране заштићеним радовима, као што је ГНУ ГПЛ 3, називају се "копилефт" лиценце.
Лиценце за које се подразумева да имају минимум два ограничења те врсте, као што је Апач лиценца, називају се благе софтверске лиценце.

## Двојакост ССОИК-a
Примарна разлика између лиценци слободног софтвера и софтвера отвореног кода је једна од филозофија. Према речима фондацији слободног софтвера, "Скоро па сви софтвери отвореног кода су слободни софтвери. Оба израза карактеришу углавном исту категорију софтвера, али почивају на различито базираним вредностима."
Као што је речено, иницијатива отвореног кода сматра мноштво лиценци слободног софтвера такође и лиценцом отвореног кода. У то су укључене најновије верзије ФСС-ове три главне лиценце: ГПЛ, Лесерова општа јавна лиценца (ЛОЈЛ), и ГНУ Аферо општа јавна лиценца (АОЈЛ).

## Прилагодљивост

### Усвајање од стране влада
"Пребацили смо кључне функције са Виндоуса на Линукс јер нам је потребан оперативни систем који је стабилан и поуздан -- онај оперативни систем који ће нам дати моћ контроле. Тако да смо могли да печујемо, прилагодимо и адаптирамо оно што смо желели то."

Постоји званична изјава Алијансе САД-a, која управља рачунарским системима међународне свемирске станице (МСС), у којој објашњавају зашто су прешли са Виндоуса на Линукс.
Владе Керала, Индије, најавиле су своју званичну подршку за слободни софтвер и софтвер отвореног изворног кода у свом закону у АјТи (IT) областима  2001. године, који је промењен након само једне и то прве конференције о слободном софтверу у Индији, Прво слобода!, одржане у јулу 2001. годину у Тривандруму, главном граду Керале. У 2009. години, влада Кеале основала је светски центар за слободни и софтвер отвореног изворног кода (СЦССОИК). У марту 2015. године, влада Индије је најавила политику о усвајању софтвера отвореног кода.
У Немачком граду Минхену, дошло је до промене на 15 000 персоналних рачунара и лаптопова са Мајкрософтовог-Виндоус оперативног система на Дебијан-Линукс окружење које се назива Линукс Минт које је трајало од 2003 до 2013. године. Након успешно комплетираног пројекта, више од 80% свих компијутера користе Линукс.
У 2004. години, закон у Венецуели (члан 3390) ступио је на снагу, прописујући двогодишњи прелазак на софтвер отвореног кода у свим јавним агенцијама. Од јуна 2009. године, ова амбициозна транзиција је још увек у периоду развоја. Малезија је покренула "Малезијски јавни сектор софтвера отвореног изворног кода", штедећи тако милионе власничких софтверских лиценци до 2008. године.
У 2005. години влада Перуа је гласала за усвајање отвореног извора у свим деловима. Одговор на Мајркософтову критику 2002. године је доступан на интернету. У уводу о предлогу закона, Перуанска влада је нагласила да је избор направљен како би се осигурало да главни стубови демократије буду заштићени: "Основни принципи који инспиришу предлог закона, повезани су са гаранцијама једне правне државе." У септембру, богатији становници Масачусетса су најавили њихово формално усвајање стандарда "отвореног документа" за све имућније чланове заједнице.
У 2006. години, влада Бразила је охрабрила и подржала дистрибуцију јефтиних рачунара који имају Линукс оперативни систем на места која су сиромашнија, субвенционисањем њихових куповина уз помоћ државних такси.
У априлу 2008. године, Еквадор је донео сличан закон, члан 1014, којим се каже да јавни сектор треба да користи слободан софтвер.
У фебруару 2009. године, Бела кућа (САД) је променила свој вебсајт на Линукс сервер користећи Друпал за коришћење садржаја.
У марту, Француска национална жандармерија је најавила да ће прећи на Убунту од 2015. године. Жандармерија је започела њихову промену на софтвер отвореног кода 2005. године када је замењен Мајкрософт Офис-Опен Офисом.
У јануару 2010. године, влада Јордана је најавила партнерство са Ингрес корпорацијом (сада познатом као Актијан), која представља корпорацију базирану на управљању отвореним извором базе података у САД, за промовисање коришћења софтвера отвореног изворног кода. Партнерство са Јорданом је донело коришћење таквих софтвера на универзитетским системима у Јордану.
У септембру 2014, Угандин завод за информатику и технологију (НИТА) објавила је позив за повратне информације Опен сорс стратегије и полисе на радионици у сарадњи са ИКТ асоцијацијом Уганде (ИКТАУ).

## ССОИК-ова и Бенкерова нова економија
Према речима Јокаиа Бенклера, Џека Н. и Лилјана Р. Беркмана (професора предузетништва за правне студије на Харвардовој школи права), слободни софтвер представља свелту будућност нове економије базиране на продуковању сличних информација, знања и културе. Као примере, наведени су различити ССОИК-ови пројекти, укључујући и слободни и софтвер отвореног кода.
Оваква нова економија је већ у фази развоја. Да би рекламирале ССОИК, многе компаније рекламирају или подржавају њихове софтвере. У таквом моделу, једини начин да се повећа приход је да реклама постане добро плаћена. Фејсбук је скорије био критикован због коришћења нове методе прећења корисника да би постигли све то.
Оваква нова еконоима има алтернативу. Еплов Ап стор (iOS)(Еплова продавница) се доказао веома популарним и код корисника и код девелопера. Фондација слободног софтвера сматра да је Еплов Ап стор у неспојивој вези са ГПЛ-ом жалећи се да је Епл користећи ГПЛ преко њиховог Ајтјунса прекршио услове коришћења. То је довело до тога да Епл обрише ГПЛ-лиценциране продукте из свог Ап стор, радије него да прилагођавају правила ГПЛ-лиценци.